# Đài thiên văn Núi Wilson
Đài thiên văn Núi Wilson (MWO) là đài quan sát thiên văn ở Hạt Los Angeles, California, Hoa Kỳ. MWO nằm trên Núi Wilson, một đỉnh cao 1.740 mét (5.710 foot) ở dãy núi San Gabriel gần Pasadena, phía đông bắc Los Angeles.
Đài thiên văn chứa hai kính viễn vọng quan trọng trong lịch sử: Kính viễn vọng Hooker, là kính viễn vọng khẩu độ lớn nhất -  100 inch (2,5 m) - trên thế giới kể từ khi hoàn thành vào năm 1917 đến năm 1949 và kính viễn vọng 60 inch là kính viễn vọng hoạt động lớn nhất trên thế giới khi nó được hoàn thành vào năm 1908. Nó cũng chứa kính viễn vọng mặt trời Snow hoàn thành năm 1905, tháp năng lượng mặt trời 60 feet (18 m) hoàn thành năm 1908, tháp năng lượng mặt trời 150 feet (46 m) hoàn thành năm 1912 và mảng CHARA, được xây dựng bởi Đại học bang Georgia, đã hoạt động đầy đủ vào năm 2004 và là giao thoa quang lớn nhất trên thế giới khi hoàn thành.
Do lớp đảo ngược bẫy khói bụi ở Los Angeles, Mount Wilson có không khí ổn định hơn bất kỳ địa điểm nào khác ở Bắc Mỹ, khiến nó trở nên lý tưởng cho thiên văn học và đặc biệt là giao thoa kế. Sự ô nhiễm ánh sáng ngày càng tăng do sự phát triển của Los Angeles lớn hơn đã hạn chế khả năng của đài thiên văn tham gia vào thiên văn học vũ trụ sâu, nhưng nó vẫn là một trung tâm sản xuất, với CHARA Array tiếp tục nghiên cứu quan trọng.
Đài thiên văn được hình thành và thành lập bởi George Ellery Hale, người trước đây đã chế tạo kính viễn vọng 1 mét tại Đài thiên văn Yerkes, sau đó là kính viễn vọng lớn nhất thế giới. Đài thiên văn mặt trời Mount Wilson được Viện Carnegie của Washington tài trợ lần đầu tiên vào năm 1904, cho thuê đất từ các chủ sở hữu của khách sạn Mount Wilson vào năm 1904. Trong số các điều kiện của hợp đồng thuê là nó cho phép truy cập công cộng.